# Antifeminizam
Antifeminizam je izraz koji u najširem smislu označava pojedince, organizacije ili ideologije koji se u potpunosti ili djelomično suprotstavljaju feminizmu, odnosno ciljevima feminističkog pokreta.
U užem smislu se pod izrazom antifeminizam podrazumijevaju pojedinci, organizacije ili ideologije koje kritiziraju i/li odbacuju feminizam u suvremenim industrijskim državama Zapada, smatrajući da je primjena feminističke ideologije u praksi donijela više štete nego koristi. Te se kritike prvenstveno odnose na tzv. feminizam drugog i trećeg vala, odnosno radikalni feminizam koga antifeministi optužuju za poticanje mizandrije i ženskog seksizma.
Zbog tih razloga se izraz antifeminizam počeo koristiti i za feministice koje su od kraja 1980-ih počele kritizirati zbog njegovog zastranjivanja u ekstremizam.
Maskulinisti - kako se ponekad još naziva antifeministe - nerijetko tvrde da je u Europi, Sjedinjenim Američkim Državama i drugim društvima suvremenog Zapada ženski diskurs zadominirao javnom i potom privatnom sferom, što nerijetko inducira "krize identiteta" kod suvremenih muškaraca. Prema njima, u suvremenim društvima se "tipične muške" osobine poput natjecateljskog duha, agresivnosti i sklonosti prema hijerarhijskim odnosima prokazuju kao negativne, što da negativno djeluje na muškarce i na društvo u cjelini. Ukazuju na problematiku muškaraca koji su žrtve obiteljskog nasilja, ili su isključeni iz odgoja vlastite djece u kontekstima razvoda. Razni nositelji antifeminizma nude različite odgovore na probleme kojima se bave, npr. neki se zalažu za ponovo uvođenje odvojenih školskih razreda za djevojčice i dječake.